# NBA Playoffs 1993
Gli NBA Playoffs 1993 si conclusero con la vittoria dei Chicago Bulls (campioni della Eastern Conference) che sconfissero i campioni della Western conference, i Phoenix Suns.

## Squadre qualificate

### Eastern Conference
1. N.Y. Knicks
2. Chicago Bulls
3. Cleveland Cavaliers
4. Boston Celtics
5. Charlotte Hornets
6. N.J. Nets
7. Atlanta Hawks
8. Indiana Pacers

### Western Conference
1. Phoenix Suns
2. Houston Rockets
3. Seattle S.Sonics
4. Portland T. Blazers
5. San Antonio Spurs
6. Utah Jazz
7. L.A. Clippers
8. L.A. Lakers

## Tabellone
|  | Primo turno | Primo turno       | Primo turno       |                    |                     | Conference Semifinali | Conference Semifinali | Conference Semifinali |  |   | Conference Finali | Conference Finali | Conference Finali |  |    | NBA Finali     | NBA Finali | NBA Finali |
|  |             |                   |                   |                    |                     |                       |                       |                       |  |   |                   |                   |                   |  |    |                |            |            |
|  | 1           | Phoenix Suns *    | 3                 |                    |                     |                       |                       |                       |  |   |                   |                   |                   |  |    |                |            |            |
|  | 8           | L.A. Lakers       | 2                 |                    |                     |                       |                       |                       |  |   |                   |                   |                   |  |    |                |            |            |
|  | 8           | L.A. Lakers       | 2                 |                    | 1                   | Phoenix Suns *        | 4                     |                       |  |   |                   |                   |                   |  |    |                |            |            |
|  |             |                   |                   |                    | 1                   | Phoenix Suns *        | 4                     |                       |  |   |                   |                   |                   |  |    |                |            |            |
|  |             | 5                 | San Antonio Spurs | 2                  |                     |                       |                       |                       |  |   |                   |                   |                   |  |    |                |            |            |
|  | 4           | 5                 | San Antonio Spurs | 2                  | Portland T. Blazers | 1                     |                       |                       |  |   |                   |                   |                   |  |    |                |            |            |
|  | 4           |                   |                   |                    | Portland T. Blazers | 1                     |                       |                       |  |   |                   |                   |                   |  |    |                |            |            |
|  | 5           | San Antonio Spurs | 3                 |                    |                     |                       |                       |                       |  |   |                   |                   |                   |  |    |                |            |            |
|  | 5           | San Antonio Spurs | 3                 |                    |                     |                       |                       |                       |  | 1 | Phoenix Suns *    | 4                 |                   |  |    |                |            |            |
|  |             |                   |                   | Western Conference |                     |                       |                       |                       |  | 1 | Phoenix Suns *    | 4                 |                   |  |    |                |            |            |
|  |             | 3                 | Seattle S.Sonics  | 3                  |                     |                       |                       |                       |  |   |                   |                   |                   |  |    |                |            |            |
|  | 3           | 3                 | Seattle S.Sonics  | 3                  | Seattle S.Sonics    | 3                     |                       |                       |  |   |                   |                   |                   |  |    |                |            |            |
|  | 3           |                   |                   |                    | Seattle S.Sonics    | 3                     |                       |                       |  |   |                   |                   |                   |  |    |                |            |            |
|  | 6           | Utah Jazz         | 2                 |                    |                     |                       |                       |                       |  |   |                   |                   |                   |  |    |                |            |            |
|  | 6           | Utah Jazz         | 2                 |                    | 3                   | Seattle S.Sonics      | 4                     |                       |  |   |                   |                   |                   |  |    |                |            |            |
|  |             |                   |                   |                    | 3                   | Seattle S.Sonics      | 4                     |                       |  |   |                   |                   |                   |  |    |                |            |            |
|  |             | 2                 | Houston Rockets * | 3                  |                     |                       |                       |                       |  |   |                   |                   |                   |  |    |                |            |            |
|  | 2           | 2                 | Houston Rockets * | 3                  | Houston Rockets *   | 3                     |                       |                       |  |   |                   |                   |                   |  |    |                |            |            |
|  | 2           |                   |                   |                    | Houston Rockets *   | 3                     |                       |                       |  |   |                   |                   |                   |  |    |                |            |            |
|  | 7           | L.A. Clippers     | 2                 |                    |                     |                       |                       |                       |  |   |                   |                   |                   |  |    |                |            |            |
|  | 7           | L.A. Clippers     | 2                 |                    |                     |                       |                       |                       |  |   |                   |                   |                   |  | W1 | Phoenix Suns * | 2          |            |
|  |             |                   |                   |                    |                     |                       |                       |                       |  |   |                   |                   |                   |  | W1 | Phoenix Suns * | 2          |            |
|  |             | E2                | Chicago Bulls *   | 4                  |                     |                       |                       |                       |  |   |                   |                   |                   |  |    |                |            |            |
|  | 1           | E2                | Chicago Bulls *   | 4                  | N.Y. Knicks *       | 3                     |                       |                       |  |   |                   |                   |                   |  |    |                |            |            |
|  | 1           |                   |                   |                    | N.Y. Knicks *       | 3                     |                       |                       |  |   |                   |                   |                   |  |    |                |            |            |
|  | 8           | Indiana Pacers    | 1                 |                    |                     |                       |                       |                       |  |   |                   |                   |                   |  |    |                |            |            |
|  | 8           | Indiana Pacers    | 1                 |                    | 1                   | N.Y. Knicks *         | 4                     |                       |  |   |                   |                   |                   |  |    |                |            |            |
|  |             |                   |                   |                    | 1                   | N.Y. Knicks *         | 4                     |                       |  |   |                   |                   |                   |  |    |                |            |            |
|  |             | 5                 | Charlotte Hornets | 1                  |                     |                       |                       |                       |  |   |                   |                   |                   |  |    |                |            |            |
|  | 4           | 5                 | Charlotte Hornets | 1                  | Boston Celtics      | 1                     |                       |                       |  |   |                   |                   |                   |  |    |                |            |            |
|  | 4           |                   |                   |                    | Boston Celtics      | 1                     |                       |                       |  |   |                   |                   |                   |  |    |                |            |            |
|  | 5           | Charlotte Hornets | 3                 |                    |                     |                       |                       |                       |  |   |                   |                   |                   |  |    |                |            |            |
|  | 5           | Charlotte Hornets | 3                 |                    |                     |                       |                       |                       |  | 1 | N.Y. Knicks *     | 2                 |                   |  |    |                |            |            |
|  |             |                   |                   | Eastern Conference |                     |                       |                       |                       |  | 1 | N.Y. Knicks *     | 2                 |                   |  |    |                |            |            |
|  |             | 2                 | Chicago Bulls *   | 4                  |                     |                       |                       |                       |  |   |                   |                   |                   |  |    |                |            |            |
|  | 3           | 2                 | Chicago Bulls *   | 4                  | Cleveland Cavaliers | 3                     |                       |                       |  |   |                   |                   |                   |  |    |                |            |            |
|  | 3           |                   |                   |                    | Cleveland Cavaliers | 3                     |                       |                       |  |   |                   |                   |                   |  |    |                |            |            |
|  | 6           | N.J. Nets         | 2                 |                    |                     |                       |                       |                       |  |   |                   |                   |                   |  |    |                |            |            |
|  | 6           | N.J. Nets         | 2                 |                    | 3                   | Cleveland Cavaliers   | 0                     |                       |  |   |                   |                   |                   |  |    |                |            |            |
|  |             |                   |                   |                    | 3                   | Cleveland Cavaliers   | 0                     |                       |  |   |                   |                   |                   |  |    |                |            |            |
|  |             | 2                 | Chicago Bulls *   | 4                  |                     |                       |                       |                       |  |   |                   |                   |                   |  |    |                |            |            |
|  | 2           | 2                 | Chicago Bulls *   | 4                  | Chicago Bulls *     | 3                     |                       |                       |  |   |                   |                   |                   |  |    |                |            |            |
|  | 2           |                   |                   |                    | Chicago Bulls *     | 3                     |                       |                       |  |   |                   |                   |                   |  |    |                |            |            |
|  | 7           | Atlanta Hawks     | 0                 |                    |                     |                       |                       |                       |  |   |                   |                   |                   |  |    |                |            |            |

Legenda
- * Vincitore Division
- "Grassetto" Vincitore serie
- "Corsivo" Squadra con fattore campo

## Eastern Conference

### Primo turno

#### (1) New York Knicks - (8) Indiana Pacers
RISULTATO FINALE: 3-1
| Arbitri: | Joey Crawford Paul Mihalak Bennett Salvatore |

|                        |          |               |
| P. Ewing 25            | Punti    | R. Miller 36  |
| C. Oakley, J. Starks 6 | Assist   | G. McCloud 6  |
| P. Ewing, C. Oakley 9  | Rimbalzi | L. Thompson 7 |

| Arbitri: | Terry Durham Steve Javie Mike Mathis |

|              |          |               |
| J. Starks 29 | Punti    | R. Smits 29   |
| D. Rivers 13 | Assist   | D. Schrempf 7 |
| C. Oakley 12 | Rimbalzi | D. Davis 9    |

| Arbitri: | Jim Clark Jack Madden Jake O'Donnell |

|                 |          |             |
| R. Miller 36    | Punti    | P. Ewing 19 |
| P. Richardson 9 | Assist   | D. Rivers 7 |
| R. Smits 8      | Rimbalzi | P. Ewing 13 |

| Arbitri: | Dick Bavetta Ed T. Rush Don Vaden |

|                       |          |              |
| R. Miller 33          | Punti    | P. Ewing 28  |
| P. Richardson 8       | Assist   | D. Rivers 11 |
| R. Smits, D. Davis 12 | Rimbalzi | P. Ewing 13  |

PRECEDENTI IN REGULAR SEASON
| Regular Season 1992-93 | N.Y. Knicks | 3 – 1                                                                     | Indiana Pacers | Referto 1 - Referto 2 - Referto 3 - Referto 4 |
| New York Knicks 97 Indiana Pacers 90 New York Knicks 121 Indiana Pacers 100 Punti 91 Indiana Pacers 94 New York Knicks 90 Indiana Pacers 94 New York Knicks |             |                                                                           |                |                                               |
| |             |                                                                           |                |                                               |
| New York Knicks 97 Indiana Pacers 90 New York Knicks 121 Indiana Pacers 100                                                                                 | Punti       | 91 Indiana Pacers 94 New York Knicks 90 Indiana Pacers 94 New York Knicks |                |                                               |

PRECEDENTI NEI PLAYOFF

Si è trattata della prima sfida tra le due squadre ai playoff.

#### (2) Chicago Bulls - (7) Atlanta Hawks
RISULTATO FINALE: 3-0
| Arbitri: | Nolan Fine Steve Javie Mike Mathis |

|              |          |                                  |
| M. Jordan 35 | Punti    | D. Wilkins 24                    |
| T. Tucker 7  | Assist   | M. Blaylock 5                    |
| H. Grant 10  | Rimbalzi | A. Keefe, J. Koncak, K. Willis 5 |

| Arbitri: | Joey Crawford Bennett Salvatore Greg Willard |

|              |          |               |
| M. Jordan 29 | Punti    | D. Wilkins 37 |
| J. Paxson 7  | Assist   | D. Wilkins 5  |
| H. Grant 8   | Rimbalzi | K. Willis 13  |

| Arbitri: | Darell Garretson Hue Hollins Lee Jones |

|               |          |                |
| D. Wilkins 29 | Punti    | M. Jordan 39   |
| M. Blaylock 6 | Assist   | B. Armstrong 6 |
| J. Koncak 9   | Rimbalzi | H. Grant 9     |

PRECEDENTI IN REGULAR SEASON
| Regular Season 1992-93 | Chicago Bulls | 2 – 2                                                                 | Atlanta Hawks | Referto 1 - Referto 2 - Referto 3 - Referto 4 |
| Chicago Bulls 99 Atlanta Hawks 123 Chicago Bulls 112 Atlanta Hawks 87 Punti 100 Atlanta Hawks 114 Chicago Bulls 92 Atlanta Hawks 88 Chicago Bulls |               |                                                                       |               |                                               |
| |               |                                                                       |               |                                               |
| Chicago Bulls 99 Atlanta Hawks 123 Chicago Bulls 112 Atlanta Hawks 87                                                                             | Punti         | 100 Atlanta Hawks 114 Chicago Bulls 92 Atlanta Hawks 88 Chicago Bulls |               |                                               |

PRECEDENTI NEI PLAYOFF
|  | Chicago Bulls | 0 – 2 | Atlanta Hawks (1967, 1970) |  |

#### (3) Cleveland Cavaliers - (6) New Jersey Nets
RISULTATO FINALE: 3-2
| Arbitri: | Ron Garretson Jess Kersey Don Vaden |

|                 |          |                       |
| C. Ehlo 16      | Punti    | D. Coleman 31         |
| M. Price 7      | Assist   | M. Cheeks T. George 5 |
| B. Daugherty 14 | Rimbalzi | D. Coleman 10         |

| Arbitri: | David Jones Bill Oakes Jake O'Donnell |

|                       |          |               |
| L. Nance, M. Price 17 | Punti    | D. Coleman 27 |
| M. Price 11           | Assist   | R. Robinson 9 |
| L. Nance 12           | Rimbalzi | D. Coleman 14 |

| Arbitri: | Hue Hollins Ed Middleton Ed T. Rush |

|               |          |             |
| D. Coleman 22 | Punti    | L. Nance 23 |
| R. Robinson 9 | Assist   | M. Price 4  |
| D. Coleman 13 | Rimbalzi | L. Nance 17 |

| Arbitri: | Dan Crawford Joey Crawford Joe Forte |

|                           |          |                                                      |
| C. Morris 22              | Punti    | B. Daugherty 29                                      |
| D. Coleman, R. Robinson 8 | Assist   | M. Price 6                                           |
| D. Coleman 14             | Rimbalzi | Hot Rod Williams, B. Daugherty, D. Ferry, L. Nance 5 |

| Arbitri: | Hugh Evans Mike Mathis Eddie F. Rush |

|                 |          |               |
| B. Daugherty 24 | Punti    | D. Coleman 33 |
| B. Daugherty 8  | Assist   | R. Robinson 6 |
| B. Daugherty 20 | Rimbalzi | D. Coleman 16 |

PRECEDENTI IN REGULAR SEASON
| Regular Season 1992-93 | Cleveland Cavaliers | 2 – 2                                                                                 | N.J. Nets | Referto 1 - Referto 2 - Referto 3 - Referto 4 |
| Cleveland Cavaliers 114 New Jersey Nets 104 Cleveland Cavaliers 105 New Jersey Nets 99 Punti 119 New Jersey Nets 98 Cleveland Cavaliers 99 New Jersey Nets 100 Cleveland Cavaliers |                     |                                                                                       |           |                                               |
| |                     |                                                                                       |           |                                               |
| Cleveland Cavaliers 114 New Jersey Nets 104 Cleveland Cavaliers 105 New Jersey Nets 99                                                                                             | Punti               | 119 New Jersey Nets 98 Cleveland Cavaliers 99 New Jersey Nets 100 Cleveland Cavaliers |           |                                               |

PRECEDENTI NEI PLAYOFF
|  | Cleveland Cavaliers (1992) | 1 – 0 | N.J. Nets |  |

#### (4) Boston Celtics - (5) Charlotte Hornets
RISULTATO FINALE: 1-3
| Arbitri: | Terry Durham Bill Oakes Jake O'Donnell |

|                        |          |                         |
| X. McDaniel 21         | Punti    | A. Mourning, K. Gill 30 |
| S. Douglas 11          | Assist   | M. Bogues 15            |
| R. Parish, R. Parish 9 | Rimbalzi | L. Johnson 13           |

| Arbitri: | Ron Garretson Jess Kersey Don Vaden |

|              |          |                |
| K. McHale 30 | Punti    | L. Johnson 23  |
| S. Douglas 1 | Assist   | M. Bogues 8    |
| R. Parish 16 | Rimbalzi | A. Mourning 14 |

| Arbitri: | Mike Mathis Ed Middleton Eddie F. Rush |

|               |          |                |
| L. Johnson 23 | Punti    | K. Gamble 19   |
| M. Bogues 7   | Assist   | S. Douglas 8   |
| L. Johnson 11 | Rimbalzi | A. Abdelnaby 6 |

| Arbitri: | Dan Crawford Bob Delaney Darell Garretson |

|                |          |              |
| A. Mourning 33 | Punti    | R. Parish 24 |
| M. Bogues 9    | Assist   | S. Douglas 9 |
| A. Mourning 7  | Rimbalzi | R. Parish 9  |

PRECEDENTI IN REGULAR SEASON
| Regular Season 1992-93 | Boston Celtics | 3 – 1                                                                            | Charlotte Hornets | Referto 1 - Referto 2 - Referto 3 - Referto 4 |
| Charlotte Hornets 99 Boston Celtics 111 Charlotte Hornets 103 Boston Celtics 93 Punti 109 Boston Celtics 102 Charlotte Hornets 107 Boston Celtics 96 Charlotte Hornets |                |                                                                                  |                   |                                               |
| |                |                                                                                  |                   |                                               |
| Charlotte Hornets 99 Boston Celtics 111 Charlotte Hornets 103 Boston Celtics 93                                                                                        | Punti          | 109 Boston Celtics 102 Charlotte Hornets 107 Boston Celtics 96 Charlotte Hornets |                   |                                               |

PRECEDENTI NEI PLAYOFF

Si è trattata della prima sfida tra le due squadre ai playoff.

### Semifinali

#### (1) New York Knicks - (5) Charlotte Hornets
RISULTATO FINALE: 4-1
| Arbitri: | Ron Garretson Hue Hollins Jess Kersey |

|                        |          |                |
| P. Ewing 33            | Punti    | A. Mourning 27 |
| J. Starks 12           | Assist   | M. Bogues 8    |
| P. Ewing, C. Oakley 10 | Rimbalzi | A. Mourning 13 |

| Arbitri: | Dick Bavetta Tommy Nunez Sr. Bill Oakes |

|              |          |                |
| P. Ewing 34  | Punti    | A. Mourning 24 |
| D. Rivers 7  | Assist   | M. Bogues 7    |
| C. Oakley 16 | Rimbalzi | S. Green 10    |

| Arbitri: | Hugh Evans Ronnie Nunn Bennett Salvatore |

|                |          |             |
| A. Mourning 34 | Punti    | P. Ewing 26 |
| M. Bogues 8    | Assist   | J. Starks 8 |
| A. Mourning 10 | Rimbalzi | P. Ewing 14 |

| Arbitri: | Joey Crawford Steve Javie Greg Willard |

|               |          |             |
| L. Johnson 24 | Punti    | P. Ewing 28 |
| M. Bogues 5   | Assist   | D. Rivers 8 |
| A. Mourning 8 | Rimbalzi | P. Ewing 10 |

| Arbitri: | Joe Forte Jack Madden Ed T. Rush |

|              |          |                |
| C. Oakley 21 | Punti    | K. Gill 26     |
| J. Starks 9  | Assist   | K. Gill 6      |
| C. Oakley 11 | Rimbalzi | A. Mourning 12 |

PRECEDENTI IN REGULAR SEASON
| Regular Season 1992-93 | N.Y. Knicks | 3 – 1                                                                                       | Charlotte Hornets | Referto 1 - Referto 2 - Referto 3 - Referto 4 |
| New York Knicks 103 New York Knicks 114 Charlotte Hornets 116 Charlotte Hornets 107 Punti 110 Charlotte Hornets (1 t.s.) 91 Charlotte Hornets 124 New York Knicks 111 New York Knicks |             |                                                                                             |                   |                                               |
| |             |                                                                                             |                   |                                               |
| New York Knicks 103 New York Knicks 114 Charlotte Hornets 116 Charlotte Hornets 107                                                                                                   | Punti       | 110 Charlotte Hornets (1 t.s.) 91 Charlotte Hornets 124 New York Knicks 111 New York Knicks |                   |                                               |

PRECEDENTI NEI PLAYOFF

Si è trattata della prima sfida tra le due squadre ai playoff.

#### (2) Chicago Bulls - (3) Cleveland Cavaliers
RISULTATO FINALE: 4-0
| Arbitri: | Paul Mihalak Jack Nies Jake O'Donnell |

|                        |          |                          |
| M. Jordan 43           | Punti    | G. Wilkins 19            |
| S. Pippen, M. Jordan 4 | Assist   | B. Daugherty 6           |
| B. Cartwright 10       | Rimbalzi | B. Daugherty, L. Nance 8 |

| Arbitri: | Joey Crawford Jack Madden Don Vaden |

|                |          |                          |
| H. Grant 20    | Punti    | L. Nance 16              |
| S. Pippen 7    | Assist   | M. Price 8               |
| S. Williams 10 | Rimbalzi | L. Nance, B. Daugherty 7 |

| Arbitri: | Joe Forte Darell Garretson Hue Hollins |

|                                  |          |              |
| L. Nance 24                      | Punti    | M. Jordan 32 |
| B. Daugherty, M. Price C. Ehlo 6 | Assist   | S. Pippen 6  |
| B. Daugherty 11                  | Rimbalzi | S. Pippen 9  |

| Arbitri: | Dick Bavetta Bill Oakes Eddie F. Rush |

|                        |          |              |
| B. Daugherty 25        | Punti    | M. Jordan 31 |
| M. Price, G. Wilkins 6 | Assist   | M. Jordan 6  |
| B. Daugherty 13        | Rimbalzi | H. Grant 10  |

PRECEDENTI IN REGULAR SEASON
| Regular Season 1992-93 | Chicago Bulls | 2 – 3                                                                                              | Cleveland Cavaliers | Referto 1 - Referto 2 - Referto 3 - Referto 4, Referto 5 |
| Cleveland Cavaliers 96 Chicago Bulls 108 Cleveland Cavaliers 117 Chicago Bulls 111 Cleveland Cavaliers 103 Punti 101 Chicago Bulls 91 Cleveland Cavaliers 95 Chicago Bulls 116 Cleveland Cavaliers 94 Chicago Bulls |               | |                     |                                                          |
| |               | |                     |                                                          |
| Cleveland Cavaliers 96 Chicago Bulls 108 Cleveland Cavaliers 117 Chicago Bulls 111 Cleveland Cavaliers 103 | Punti         | 101 Chicago Bulls 91 Cleveland Cavaliers 95 Chicago Bulls 116 Cleveland Cavaliers 94 Chicago Bulls |                     |                                                          |

PRECEDENTI NEI PLAYOFF
|  | Chicago Bulls (1988, 1989, 1992) | 3 – 0 | Cleveland Cavaliers |  |

### Finale

#### (1) New York Knicks - (2) Chicago Bulls
RISULTATO FINALE: 2-4
| Arbitri: | Hue Hollins Jake O'Donnell Bennett Salvatore |

|                        |          |              |
| P. Ewing, J. Starks 25 | Punti    | M. Jordan 27 |
| D. Rivers 5            | Assist   | M. Jordan 5  |
| P. Ewing 17            | Rimbalzi | H. Grant 8   |

| Arbitri: | Dan Crawford Joey Crawford Bill Oakes |

|              |          |                          |
| P. Ewing 26  | Punti    | M. Jordan 36             |
| J. Starks 9  | Assist   | S. Pippen, S. Williams 4 |
| C. Oakley 16 | Rimbalzi | M. Jordan 9              |

| Arbitri: | Hugh Evans Steve Javie Jack Madden |

|              |          |                        |
| S. Pippen 29 | Punti    | P. Ewing 21            |
| M. Jordan 11 | Assist   | P. Ewing, G. Anthony 5 |
| S. Pippen 8  | Rimbalzi | P. Ewing 9             |

| Arbitri: | Dick Bavetta Darell Garretson Jack Nies |

|              |          |                        |
| M. Jordan 54 | Punti    | P. Ewing, J. Starks 24 |
| S. Pippen 4  | Assist   | J. Starks 7            |
| S. Pippen 7  | Rimbalzi | C. Oakley 12           |

| Arbitri: | Hue Hollins Mike Mathis Ed T. Rush |

|             |          |              |
| P. Ewing 33 | Punti    | M. Jordan 29 |
| J. Starks 8 | Assist   | M. Jordan 14 |
| P. Ewing 9  | Rimbalzi | S. Pippen 11 |

| Arbitri: | Jess Kersey Jake O'Donnell Bennett Salvatore |

|              |          |             |
| M. Jordan 25 | Punti    | P. Ewing 26 |
| M. Jordan 9  | Assist   | D. Rivers 8 |
| H. Grant 11  | Rimbalzi | P. Ewing 13 |

PRECEDENTI IN REGULAR SEASON
| Regular Season 1992-93 | N.Y. Knicks | 3 – 1                                                                    | Chicago Bulls | Referto 1 - Referto 2 - Referto 3 - Referto 4 |
| New York Knicks 112 Chicago Bulls 89 Chicago Bulls 98 New York Knicks 89 Punti 75 Chicago Bulls 77 New York Knicks 104 New York Knicks 84 Chicago Bulls |             |                                                                          |               |                                               |
| |             |                                                                          |               |                                               |
| New York Knicks 112 Chicago Bulls 89 Chicago Bulls 98 New York Knicks 89                                                                                | Punti       | 75 Chicago Bulls 77 New York Knicks 104 New York Knicks 84 Chicago Bulls |               |                                               |

PRECEDENTI NEI PLAYOFF
|  | N.Y. Knicks | 0 – 4 | Chicago Bulls (1981, 1989, 1991, 1992) |  |

## Western Conference

### Primo turno

#### (1) Phoenix Suns - (8) Los Angeles Lakers
RISULTATO FINALE: 3-2
| Arbitri: | Ken Mauer Jack Nies Ed T. Rush |

|                         |          |               |
| C. Barkley 34           | Punti    | S. Threatt 35 |
| D. Majerle, N. Knight 5 | Assist   | S. Threatt 7  |
| C. Barkley 15           | Rimbalzi | V. Divac 10   |

| Arbitri: | Dan Crawford Bob Delaney Hugh Evans |

|                                      |          |                       |
| C. Barkley, R. Dumas, T. Chambers 18 | Punti    | V. Divac 19           |
| K. Johnson 16                        | Assist   | S. Threatt 8          |
| C. Barkley 21                        | Rimbalzi | A. Green, V. Divac 13 |

| Arbitri: | Bernie Fryer Jess Kersey Bill Oakes |

|               |          |                                      |
| V. Divac 30   | Punti    | C. Barkley 27                        |
| S. Threatt 10 | Assist   | C. Barkley, K. Johnson, D. Majerle 5 |
| A. Green 17   | Rimbalzi | C. Barkley 11                        |

| Arbitri: | Jim Clark Jack Madden Jake O'Donnell |

|              |          |               |
| V. Divac 17  | Punti    | C. Barkley 28 |
| S. Threatt 6 | Assist   | K. Johnson 6  |
| A. Green 15  | Rimbalzi | C. Barkley 11 |

| Arbitri: | Dick Bavetta Joey Crawford Bennett Salvatore |

|               |          |              |
| C. Barkley 31 | Punti    | J. Worthy 24 |
| K. Johnson 13 | Assist   | S. Threatt 9 |
| C. Barkley 14 | Rimbalzi | A. Green 19  |

PRECEDENTI IN REGULAR SEASON
| Regular Season 1992-93 | Phoenix Suns | 5 – 0                                                                                                 | L.A. Lakers | Referto 1 - Referto 2 - Referto 3 - Referto 4, Referto 5 |
| Phoenix Suns 103 Los Angeles Lakers 100 Phoenix Suns 132 Los Angeles Lakers 105 Phoenix Suns 115 Punti 93 Los Angeles Lakers 116 Phoenix Suns 104 Los Angeles Lakers 120 Phoenix Suns 114 Los Angeles Lakers |              | |             |                                                          |
| |              | |             |                                                          |
| Phoenix Suns 103 Los Angeles Lakers 100 Phoenix Suns 132 Los Angeles Lakers 105 Phoenix Suns 115 | Punti        | 93 Los Angeles Lakers 116 Phoenix Suns 104 Los Angeles Lakers 120 Phoenix Suns 114 Los Angeles Lakers |             |                                                          |

PRECEDENTI NEI PLAYOFF
|  | Phoenix Suns (1990) | 1 – 6 | L.A. Lakers (1970, 1980, 1982, 1984, 1985, 1989) |  |

#### (2) Houston Rockets - (7) Los Angeles Clippers
RISULTATO FINALE: 3-2
| Arbitri: | Dick Bavetta Jim Clark Eddie F. Rush |

|                |          |                                    |
| H. Olajuwon 28 | Punti    | M. Jackson 26                      |
| W. Garland 9   | Assist   | G. Grant 8                         |
| H. Olajuwon 11 | Rimbalzi | K. Norman, S. Roberts, L. Vaught 8 |

| Arbitri: | Lee Jones Jack Madden Ed T. Rush |

|                                      |          |              |
| H. Olajuwon 30                       | Punti    | R. Harper 29 |
| W. Garland, H. Olajuwon, S. Brooks 4 | Assist   | M. Jackson 8 |
| H. Olajuwon 14                       | Rimbalzi | K. Norman 12 |

| Arbitri: | Bruce Alexander Hugh Evans Ronnie Nunn |

|               |          |                |
| D. Manning 23 | Punti    | H. Olajuwon 32 |
| M. Jackson 8  | Assist   | K. Smith 7     |
| K. Norman 9   | Rimbalzi | H. Olajuwon 12 |

| Arbitri: | Ron Garretson Jess Kersey Bill Oakes |

|               |          |                |
| R. Harper 21  | Punti    | H. Olajuwon 25 |
| M. Jackson 7  | Assist   | H. Olajuwon 9  |
| S. Roberts 13 | Rimbalzi | H. Olajuwon 18 |

| Arbitri: | Darell Garretson Steve Javie Mike Mathis |

|                |          |               |
| H. Olajuwon 31 | Punti    | D. Manning 24 |
| K. Smith 6     | Assist   | M. Jackson 9  |
| H. Olajuwon 21 | Rimbalzi | D. Manning 12 |

PRECEDENTI IN REGULAR SEASON
| Regular Season 1992-93 | Houston Rockets | 4 – 0                                                                                   | L.A. Clippers | Referto 1 - Referto 2 - Referto 3 - Referto 4 |
| Houston Rockets 88 Los Angeles Clippers 103 Los Angeles Clippers 83 Houston Rockets 114 Punti 83 Los Angeles Clippers 113 Houston Rockets 99 Houston Rockets 101 Los Angeles Clippers |                 |                                                                                         |               |                                               |
| |                 |                                                                                         |               |                                               |
| Houston Rockets 88 Los Angeles Clippers 103 Los Angeles Clippers 83 Houston Rockets 114                                                                                               | Punti           | 83 Los Angeles Clippers 113 Houston Rockets 99 Houston Rockets 101 Los Angeles Clippers |               |                                               |

PRECEDENTI NEI PLAYOFF

Si è trattata della prima sfida tra le due squadre ai playoff.

#### (3) Seattle SuperSonics - (6) Utah Jazz
RISULTATO FINALE: 3-2
| Arbitri: | Dan Crawford Bob Delaney Hugh Evans |

|               |          |               |
| S. Kemp 29    | Punti    | K. Malone 24  |
| N. McMillan 9 | Assist   | J. Stockton 7 |
| S. Kemp 17    | Rimbalzi | K. Malone 13  |

| Arbitri: | Darell Garretson Tommy Nunez Sr. Ronnie Nunn |

|               |          |                |
| G. Payton 19  | Punti    | K. Malone 26   |
| N. McMillan 7 | Assist   | J. Stockton 12 |
| S. Perkins 10 | Rimbalzi | K. Malone 9    |

| Arbitri: | Dick Bavetta Joe Forte Greg Willard |

|                       |          |                           |
| K. Malone 23          | Punti    | E. Johnson, S. Perkins 20 |
| J. Stockton 10        | Assist   | R. Pierce 5               |
| M. Eaton, T. Corbin 9 | Rimbalzi | M. Cage, S. Perkins 9     |

| Arbitri: | Steve Javie Mike Mathis Eddie F. Rush |

|                |          |                       |
| K. Malone 21   | Punti    | E. Johnson 24         |
| J. Stockton 15 | Assist   | D. McKey, G. Payton 6 |
| K. Malone 12   | Rimbalzi | S. Kemp 11            |

| Arbitri: | Jack Madden Jack Nies Jake O'Donnell |

|               |          |                |
| S. Perkins 20 | Punti    | K. Malone 26   |
| G. Payton 7   | Assist   | J. Stockton 11 |
| S. Perkins 13 | Rimbalzi | K. Malone 12   |

PRECEDENTI IN REGULAR SEASON
| Regular Season 1992-93 | Seattle S.Sonics | 2 – 2                                                                     | Utah Jazz | Referto 1 - Referto 2 - Referto 3 - Referto 4 |
| Utah Jazz 96 Seattle SuperSonics 106 Seattle SuperSonics 96 Utah Jazz 97 Punti 89 Seattle SuperSonics 96 Utah Jazz 101 Utah Jazz 108 Seattle SuperSonics |                  |                                                                           |           |                                               |
| |                  |                                                                           |           |                                               |
| Utah Jazz 96 Seattle SuperSonics 106 Seattle SuperSonics 96 Utah Jazz 97                                                                                 | Punti            | 89 Seattle SuperSonics 96 Utah Jazz 101 Utah Jazz 108 Seattle SuperSonics |           |                                               |

PRECEDENTI NEI PLAYOFF
|  | Seattle S.Sonics | 0 – 1 | Utah Jazz (1992) |  |

#### (4) Portland Trail Blazers - (5) San Antonio Spurs
RISULTATO FINALE: 1-3
| Arbitri: | Bernie Fryer Darell Garretson Hue Hollins |

|                 |          |                          |
| J. Kersey 24    | Punti    | S. Elliott 18            |
| R. Strickland 9 | Assist   | S. Elliott, A. Johnson 7 |
| J. Kersey 9     | Rimbalzi | D. Robinson 15           |

| Arbitri: | Dick Bavetta Joe Forte Tommy Nunez Sr. |

|                 |          |                             |
| C. Drexler 21   | Punti    | T. Cummings, D. Robinson 15 |
| R. Strickland 9 | Assist   | A. Johnson 6                |
| R. Strickland 8 | Rimbalzi | D. Robinson 14              |

| Arbitri: | Joey Crawford Paul Mihalak Jack Nies |

|                |          |                 |
| D. Robinson 26 | Punti    | C. Drexler 19   |
| A. Johnson 6   | Assist   | R. Strickland 9 |
| D. Robinson 14 | Rimbalzi | B. Williams 7   |

| Arbitri: | Hugh Evans Ronnie Nunn Bennett Salvatore |

|                |          |                  |
| D. Ellis 21    | Punti    | M. Bryant 21     |
| D. Robinson 11 | Assist   | R. Strickland 10 |
| D. Robinson 17 | Rimbalzi | J. Kersey 14     |

PRECEDENTI IN REGULAR SEASON
| Regular Season 1992-93 | Portland T. Blazers | 2 – 2                                                                                          | San Antonio Spurs | Referto 1 - Referto 2 - Referto 3 - Referto 4 |
| Portland Trail Blazers 95 San Antonio Spurs 109 San Antonio Spurs 108 Portland Trail Blazers 105 Punti 91 San Antonio Spurs 93 Portland Trail Blazers 99 Portland Trail Blazers 101 San Antonio Spurs |                     |                                                                                                |                   |                                               |
| |                     |                                                                                                |                   |                                               |
| Portland Trail Blazers 95 San Antonio Spurs 109 San Antonio Spurs 108 Portland Trail Blazers 105 | Punti               | 91 San Antonio Spurs 93 Portland Trail Blazers 99 Portland Trail Blazers 101 San Antonio Spurs |                   |                                               |

PRECEDENTI NEI PLAYOFF
|  | Portland T. Blazers (1990) | 1 – 0 | San Antonio Spurs |  |

### Semifinali

#### (1) Phoenix Suns - (5) San Antonio Spurs
RISULTATO FINALE: 4-2
| Arbitri: | Joe Forte Darell Garretson Lee Jones |

|               |          |                |
| K. Johnson 25 | Punti    | D. Robinson 32 |
| K. Johnson 7  | Assist   | V. Del Negro 6 |
| C. Barkley 10 | Rimbalzi | D. Robinson 10 |

| Arbitri: | Bob Delaney Hue Hollins Ed T. Rush |

|               |          |                                        |
| C. Barkley 35 | Punti    | D. Robinson 27                         |
| K. Johnson 12 | Assist   | V. Del Negro, A. Johnson, S. Elliott 6 |
| C. Barkley 10 | Rimbalzi | D. Robinson 10                         |

| Arbitri: | Ron Garretson Mike Mathis Bill Oakes |

|                           |          |               |
| A. Carr 21                | Punti    | K. Johnson 26 |
| A. Johnson 15             | Assist   | K. Johnson 7  |
| D. Robinson, A. Johnson 8 | Rimbalzi | C. Barkley 14 |

| Arbitri: | Dan Crawford Jess Kersey Jack Nies |

|                |          |               |
| D. Robinson 36 | Punti    | K. Johnson 26 |
| A. Johnson 12  | Assist   | K. Johnson 8  |
| D. Robinson 16 | Rimbalzi | C. Barkley 12 |

| Arbitri: | Hugh Evans Bennett Salvatore Don Vaden |

|               |          |                |
| C. Barkley 36 | Punti    | D. Robinson 24 |
| K. Johnson 12 | Assist   | A. Johnson 15  |
| C. Barkley 12 | Rimbalzi | D. Robinson 8  |

| Arbitri: | Steve Javie Jack Madden Jake O'Donnell |

|                |          |               |
| D. Robinson 22 | Punti    | C. Barkley 28 |
| A. Johnson 10  | Assist   | K. Johnson 5  |
| D. Robinson 14 | Rimbalzi | C. Barkley 21 |

PRECEDENTI IN REGULAR SEASON
| Regular Season 1992-93 | Phoenix Suns | 3 – 1                                                                        | San Antonio Spurs | Referto 1 - Referto 2 - Referto 3 - Referto 4 |
| (1 t.s.) San Antonio Spurs 114 Phoenix Suns 125 San Antonio Spurs 103 Phoenix Suns 99 Punti 113 Phoenix Suns 110 San Antonio Spurs 105 Phoenix Suns 97 San Antonio Spurs |              |                                                                              |                   |                                               |
| |              |                                                                              |                   |                                               |
| (1 t.s.) San Antonio Spurs 114 Phoenix Suns 125 San Antonio Spurs 103 Phoenix Suns 99                                                                                    | Punti        | 113 Phoenix Suns 110 San Antonio Spurs 105 Phoenix Suns 97 San Antonio Spurs |                   |                                               |

PRECEDENTI NEI PLAYOFF
|  | Phoenix Suns (1992) | 1 – 0 | San Antonio Spurs |  |

#### (2) Houston Rockets - (3) Seattle SuperSonics
RISULTATO FINALE: 3-4
| Arbitri: | Dan Crawford Ed Middleton Ed T. Rush |

|                |          |                      |
| R. Pierce 23   | Punti    | H. Olajuwon 26       |
| N. McMillan 10 | Assist   | K. Smith, R. Horry 5 |
| S. Kemp 11     | Rimbalzi | H. Olajuwon 16       |

| Arbitri: | Steve Javie Jess Kersey Greg Willard |

|               |          |                |
| S. Perkins 23 | Punti    | H. Olajuwon 28 |
| D. McKey 7    | Assist   | V. Maxwell 9   |
| M. Cage 14    | Rimbalzi | H. Olajuwon 13 |

| Arbitri: | Jack Madden Jake O'Donnell Eddie F. Rush |

|              |          |                       |
| O. Thorpe 28 | Punti    | S. Kemp 12            |
| K. Smith 6   | Assist   | N. McMillan 4         |
| O. Thorpe 14 | Rimbalzi | S. Perkins, M. Cage 9 |

| Arbitri: | Hugh Evans Ronnie Nunn Bennett Salvatore |

|                |          |               |
| H. Olajuwon 24 | Punti    | S. Kemp 23    |
| S. Brooks 7    | Assist   | N. McMillan 8 |
| H. Olajuwon 12 | Rimbalzi | S. Kemp 18    |

| Arbitri: | Bob Delaney Darell Garretson Hue Hollins |

|               |          |                |
| R. Pierce 24  | Punti    | H. Olajuwon 25 |
| N. McMillan 5 | Assist   | H. Olajuwon 5  |
| S. Kemp 12    | Rimbalzi | H. Olajuwon 14 |

| Arbitri: | Joey Crawford Mike Mathis Bill Oakes |

|                           |          |                                     |
| K. Smith 30               | Punti    | S. Perkins, G. Payton 14            |
| R. Horry 7                | Assist   | D. Barros, G. Payton, N. McMillan 3 |
| H. Olajuwon, O. Thorpe 10 | Rimbalzi | S. Kemp 9                           |

| Arbitri: | Dick Bavetta Hugh Evans Ed T. Rush |

|               |          |                |
| R. Pierce 25  | Punti    | H. Olajuwon 23 |
| N. McMillan 6 | Assist   | H. Olajuwon 9  |
| S. Kemp 11    | Rimbalzi | H. Olajuwon 17 |

PRECEDENTI IN REGULAR SEASON
| Regular Season 1992-93 | Houston Rockets | 1 – 3                                                                                 | Seattle S.Sonics | Referto 1 - Referto 2 - Referto 3 - Referto 4 |
| Houston Rockets 94 Seattle SuperSonics 89 Houston Rockets 89 Seattle SuperSonics 81 Punti 111 Seattle SuperSonics 85 Houston Rockets 100 Seattle SuperSonics 86 Houston Rockets |                 |                                                                                       |                  |                                               |
| |                 |                                                                                       |                  |                                               |
| Houston Rockets 94 Seattle SuperSonics 89 Houston Rockets 89 Seattle SuperSonics 81                                                                                             | Punti           | 111 Seattle SuperSonics 85 Houston Rockets 100 Seattle SuperSonics 86 Houston Rockets |                  |                                               |

PRECEDENTI NEI PLAYOFF
|  | Seattle S.Sonics (1982, 1987, 1989) | 3 – 0 | Houston Rockets |  |

### Finale

#### (1) Phoenix Suns - (3) Seattle SuperSonics
RISULTATO FINALE: 4-3
| Arbitri: | Darell Garretson Jess Kersey Eddie F. Rush |

|                |          |               |
| C. Ceballos 21 | Punti    | D. McKey 17   |
| D. Majerle 9   | Assist   | N. McMillan 7 |
| C. Barkley 14  | Rimbalzi | S. Kemp 10    |

| Arbitri: | Mike Mathis Ronnie Nunn Bennett Salvatore |

|                           |          |               |
| D. Majerle 29             | Punti    | R. Pierce 34  |
| C. Barkley 6              | Assist   | N. McMillan 6 |
| D. Majerle, C. Barkley 10 | Rimbalzi | N. McMillan 8 |

| Arbitri: | Dick Bavetta Ron Garretson Ed T. Rush |

|               |          |               |
| R. Pierce 28  | Punti    | K. Johnson 20 |
| N. McMillan 5 | Assist   | K. Johnson 9  |
| S. Kemp 12    | Rimbalzi | C. Barkley 16 |

| Arbitri: | Dan Crawford Hue Hollins Jake O'Donnell |

|                      |          |               |
| D. McKey, S. Kemp 20 | Punti    | C. Barkley 27 |
| D. McKey 6           | Assist   | K. Johnson 7  |
| S. Kemp 8            | Rimbalzi | C. Barkley 7  |

| Arbitri: | Joey Crawford Steve Javie Jack Madden |

|                           |          |                       |
| C. Barkley 43             | Punti    | S. Kemp 33            |
| C. Barkley, K. Johnson 10 | Assist   | G. Payton 8           |
| C. Barkley 15             | Rimbalzi | S. Perkins, S. Kemp 6 |

| Arbitri: | Hugh Evans Darell Garretson Bill Oakes |

|              |          |               |
| R. Pierce 27 | Punti    | K. Johnson 22 |
| D. McKey 5   | Assist   | K. Johnson 4  |
| S. Kemp 15   | Rimbalzi | C. Barkley 11 |

| Arbitri: | Dick Bavetta Mike Mathis Ed T. Rush |

|               |          |               |
| C. Barkley 44 | Punti    | E. Johnson 34 |
| K. Johnson 9  | Assist   | N. McMillan 7 |
| C. Barkley 24 | Rimbalzi | S. Kemp 8     |

PRECEDENTI IN REGULAR SEASON
| Regular Season 1992-93 | Phoenix Suns | 2 – 3 | Seattle S.Sonics | Referto 1 - Referto 2 - Referto 3 - Referto 4, Referto 5 |
| Phoenix Suns 117 Phoenix Suns 113 Seattle SuperSonics 122 Seattle SuperSonics 95 Phoenix Suns 102 Punti 108 Seattle SuperSonics 110 Seattle SuperSonics 113 Phoenix Suns 94 Phoenix Suns 108 Seattle SuperSonics |              | |                  |                                                          |
| |              | |                  |                                                          |
| Phoenix Suns 117 Phoenix Suns 113 Seattle SuperSonics 122 Seattle SuperSonics 95 Phoenix Suns 102 | Punti        | 108 Seattle SuperSonics 110 Seattle SuperSonics 113 Phoenix Suns 94 Phoenix Suns 108 Seattle SuperSonics |                  |                                                          |

PRECEDENTI NEI PLAYOFF
|  | Phoenix Suns (1976) | 1 – 1 | Seattle S.Sonics (1979) |  |

## NBA Finals 1993

### Phoenix Suns - Chicago Bulls
RISULTATO FINALE
|  | Phoenix Suns | 2 – 4 | Chicago Bulls |  |

PRECEDENTI IN REGULAR SEASON
| Regular Season 1992-93                                                      | Phoenix Suns | 1 – 1                              | Chicago Bulls | Referto 1 - Referto 2 |
| Phoenix Suns 111 Chicago Bulls 109 Punti 128 Chicago Bulls 113 Phoenix Suns |              |                                    |               |                       |
|                                                                             |              |                                    |               |                       |
| Phoenix Suns 111 Chicago Bulls 109                                          | Punti        | 128 Chicago Bulls 113 Phoenix Suns |               |                       |

PRECEDENTI NEI PLAYOFF

Si è trattata della prima sfida tra le due squadre ai playoff.

#### Roster
| \| Pos. \| Num. \| Naz. \| Nome \| Altezza \| Peso \| Data nascita \| Provenienza \| \| ---- \| ---- \| ---- \| ------------------- \| ------- \| ------ \| ------------ \| ----------------- \| \| G \| 10 \| \| Armstrong, B.J. \| 188 cm \| 79 kg \| 09-09-1967 \| Iowa \| \| A \| 17 \| \| Blanton, Ricky \| 201 cm \| 98 kg \| 21-04-1966 \| LSU \| \| C \| 24 \| \| Cartwright, Bill \| 216 cm \| 111 kg \| 30-07-1957 \| San Francisco \| \| A \| 40 \| \| Courtney, Joe \| 203 cm \| 107 kg \| 17-10-1969 \| USM Golden Eagles \| \| G \| 3 \| \| English, Jo Jo \| 193 cm \| 88 kg \| 04-02-1970 \| South Carolina \| \| A/C \| 54 \| \| Grant, Horace \| 208 cm \| 98 kg \| 04-07-1965 \| Clemson \| \| G \| 23 \| \| Jordan, Michael (C) \| 198 cm \| 88 kg \| 17-02-1963 \| North Carolina \| \| A/C \| 21 \| \| King, Stacey \| 211 cm \| 104 kg \| 29-01-1967 \| Oklahoma \| \| G/AP \| 22 \| \| McCray, Rodney \| 201 cm \| 100 kg \| 29-08-1961 \| Louisville \| \| A \| 45 \| \| Nealy, Ed \| 201 cm \| 108 kg \| 19-02-1960 \| Kansas State \| \| G \| 5 \| \| Paxson, John \| 188 cm \| 84 kg \| 29-09-1960 \| Notre Dame \| \| C \| 32 \| \| Perdue, Will \| 213 cm \| 109 kg \| 29-08-1965 \| Vanderbilt \| \| G/AP \| 33 \| \| Pippen, Scottie \| 203 cm \| 95 kg \| 25-09-1965 \| Central Arkansas \| \| G \| 6 \| \| Tucker, Trent \| 196 cm \| 88 kg \| 20-12-1959 \| Minnesota \| \| G \| 20 \| \| Walker, Darrell \| 193 cm \| 82 kg \| 09-03-1961 \| Arkansas \| \| G \| 12 \| \| Williams, Corey \| 188 cm \| 86 kg \| 24-04-1970 \| Oklahoma State \| \| A/C \| 42 \| \| Williams, Scott \| 208 cm \| 104 kg \| 21-03-1968 \| North Carolina \| | Allenatore - Phil Jackson Assistente/i - Johnny Bach - Jim Cleamons - Tex Winter - Chip Schaefer - Al Vermeil - Erik Helland Legenda - (C) Capitano - (FA) Free agent - (S) Sospeso - (TW) Contratto Two-way - (GL) Assegnato a squadra G League affiliata - Infortunato Roster • Transazioni · Ultima transazione: 30 giugno 1993 |                        |                     |         |        |              |                   |
| Pos. | Num. | Naz.                   | Nome                | Altezza | Peso   | Data nascita | Provenienza       |
| G | 10 | Stati Uniti (bandiera) | Armstrong, B.J.     | 188 cm  | 79 kg  | 09-09-1967   | Iowa              |
| A | 17 | Stati Uniti (bandiera) | Blanton, Ricky      | 201 cm  | 98 kg  | 21-04-1966   | LSU               |
| C | 24 | Stati Uniti (bandiera) | Cartwright, Bill    | 216 cm  | 111 kg | 30-07-1957   | San Francisco     |
| A | 40 | Stati Uniti (bandiera) | Courtney, Joe       | 203 cm  | 107 kg | 17-10-1969   | USM Golden Eagles |
| G | 3 | Stati Uniti (bandiera) | English, Jo Jo      | 193 cm  | 88 kg  | 04-02-1970   | South Carolina    |
| A/C | 54 | Stati Uniti (bandiera) | Grant, Horace       | 208 cm  | 98 kg  | 04-07-1965   | Clemson           |
| G | 23 | Stati Uniti (bandiera) | Jordan, Michael (C) | 198 cm  | 88 kg  | 17-02-1963   | North Carolina    |
| A/C | 21 | Stati Uniti (bandiera) | King, Stacey        | 211 cm  | 104 kg | 29-01-1967   | Oklahoma          |
| G/AP | 22 | Stati Uniti (bandiera) | McCray, Rodney      | 201 cm  | 100 kg | 29-08-1961   | Louisville        |
| A | 45 | Stati Uniti (bandiera) | Nealy, Ed           | 201 cm  | 108 kg | 19-02-1960   | Kansas State      |
| G | 5 | Stati Uniti (bandiera) | Paxson, John        | 188 cm  | 84 kg  | 29-09-1960   | Notre Dame        |
| C | 32 | Stati Uniti (bandiera) | Perdue, Will        | 213 cm  | 109 kg | 29-08-1965   | Vanderbilt        |
| G/AP | 33 | Stati Uniti (bandiera) | Pippen, Scottie     | 203 cm  | 95 kg  | 25-09-1965   | Central Arkansas  |
| G | 6 | Stati Uniti (bandiera) | Tucker, Trent       | 196 cm  | 88 kg  | 20-12-1959   | Minnesota         |
| G | 20 | Stati Uniti (bandiera) | Walker, Darrell     | 193 cm  | 82 kg  | 09-03-1961   | Arkansas          |
| G | 12 | Stati Uniti (bandiera) | Williams, Corey     | 188 cm  | 86 kg  | 24-04-1970   | Oklahoma State    |
| A/C | 42 | Stati Uniti (bandiera) | Williams, Scott     | 208 cm  | 104 kg | 21-03-1968   | North Carolina    |

| \| Pos. \| Num. \| Naz. \| Nome \| Altezza \| Peso \| Data nascita \| Provenienza \| \| ---- \| ---- \| ---- \| ---------------- \| ------- \| ------ \| ------------ \| ------------------- \| \| G \| 22 \| \| Ainge, Danny \| 193 cm \| 79 kg \| 17-03-1959 \| Brigham Young \| \| A \| 34 \| \| Barkley, Charles \| 198 cm \| 114 kg \| 20-02-1963 \| Auburn \| \| A \| 23 \| \| Ceballos, Cedric \| 198 cm \| 86 kg \| 2-08-1969 \| Cal State Fullerton \| \| A/C \| 24 \| \| Chambers, Tom \| 208 cm \| 100 kg \| 21-06-1959 \| Utah \| \| A \| 21 \| \| Dumas, Richard \| 201 cm \| 91 kg \| 19-05-1969 \| Oklahoma State \| \| G \| 3 \| \| Johnson, Frank \| 185 cm \| 84 kg \| 23-11-1958 \| Wake Forest \| \| G \| 7 \| \| Johnson, Kevin \| 185 cm \| 82 kg \| 4-03-1966 \| UC Berkeley \| \| A/C \| 8 \| \| Kempton, Tim \| 208 cm \| 111 kg \| 25-01-1964 \| Notre Dame \| \| G \| 32 \| \| Knight, Negele \| 185 cm \| 79 kg \| 6-03-1967 \| Dayton \| \| G/AP \| 9 \| \| Majerle, Dan \| 198 cm \| 98 kg \| 9-09-1965 \| Central Michigan \| \| C \| 25 \| \| Miller, Oliver \| 206 cm \| 127 kg \| 6-04-1970 \| Arkansas \| \| A/C \| 0 \| \| Mustaf, Jerrod \| 208 cm \| 108 kg \| 28-10-1969 \| Maryland \| \| A \| 31 \| \| Rambis, Kurt \| 203 cm \| 97 kg \| 25-02-1958 \| Santa Clara \| \| A \| 11 \| \| Stivrins, Alex \| 203 cm \| 100 kg \| 29-11-1962 \| Colorado \| \| A/C \| 41 \| \| West, Mark \| 208 cm \| 104 kg \| 5-11-1960 \| Old Dominion \| | Allenatore - Paul Westphal Assistente/i - Lionel Hollins - Scotty Robertson - Joe Proski - Matt Anderson - Robin Pound Legenda - (C) Capitano - (FA) Free agent - (S) Sospeso - (TW) Contratto Two-way - (GL) Assegnato a squadra G League affiliata - Infortunato Roster • Transazioni · Ultima transazione: 30 giugno 1993 |                        |                  |         |        |              |                     |
| Pos. | Num. | Naz.                   | Nome             | Altezza | Peso   | Data nascita | Provenienza         |
| G | 22 | Stati Uniti (bandiera) | Ainge, Danny     | 193 cm  | 79 kg  | 17-03-1959   | Brigham Young       |
| A | 34 | Stati Uniti (bandiera) | Barkley, Charles | 198 cm  | 114 kg | 20-02-1963   | Auburn              |
| A | 23 | Stati Uniti (bandiera) | Ceballos, Cedric | 198 cm  | 86 kg  | 2-08-1969    | Cal State Fullerton |
| A/C | 24 | Stati Uniti (bandiera) | Chambers, Tom    | 208 cm  | 100 kg | 21-06-1959   | Utah                |
| A | 21 | Stati Uniti (bandiera) | Dumas, Richard   | 201 cm  | 91 kg  | 19-05-1969   | Oklahoma State      |
| G | 3 | Stati Uniti (bandiera) | Johnson, Frank   | 185 cm  | 84 kg  | 23-11-1958   | Wake Forest         |
| G | 7 | Stati Uniti (bandiera) | Johnson, Kevin   | 185 cm  | 82 kg  | 4-03-1966    | UC Berkeley         |
| A/C | 8 | Stati Uniti (bandiera) | Kempton, Tim     | 208 cm  | 111 kg | 25-01-1964   | Notre Dame          |
| G | 32 | Stati Uniti (bandiera) | Knight, Negele   | 185 cm  | 79 kg  | 6-03-1967    | Dayton              |
| G/AP | 9 | Stati Uniti (bandiera) | Majerle, Dan     | 198 cm  | 98 kg  | 9-09-1965    | Central Michigan    |
| C | 25 | Stati Uniti (bandiera) | Miller, Oliver   | 206 cm  | 127 kg | 6-04-1970    | Arkansas            |
| A/C | 0 | Stati Uniti (bandiera) | Mustaf, Jerrod   | 208 cm  | 108 kg | 28-10-1969   | Maryland            |
| A | 31 | Stati Uniti (bandiera) | Rambis, Kurt     | 203 cm  | 97 kg  | 25-02-1958   | Santa Clara         |
| A | 11 | Stati Uniti (bandiera) | Stivrins, Alex   | 203 cm  | 100 kg | 29-11-1962   | Colorado            |
| A/C | 41 | Stati Uniti (bandiera) | West, Mark       | 208 cm  | 104 kg | 5-11-1960    | Old Dominion        |

#### Risultati
| Arbitri: | Hugh Evans Jess Kersey Hue Hollins |

|                                                                           |            |                                                                               |
| C. Barkley 21                                                             | Punti      | M. Jordan 31                                                                  |
| C. Barkley 5                                                              | Assist     | M. Jordan, S. Pippen, B.J. Armstrong, H. Grant 5                              |
| R. Dumas 12                                                               | Rimbalzi   | S. Williams 10                                                                |
| Barkley, Dumas, Johnson, Majerle, West (Ainge, Chambers, Johnson, Miller) | Formazioni | Armstrong, Cartwright, Grant, Jordan, Pippen (King, Paxson, Tucker, Williams) |

| Arbitri: | Jake O'Donnell Joey Crawford Jack Madden |

|                                                                           |            |                                                                               |
| C. Barkley 42                                                             | Punti      | M. Jordan 42                                                                  |
| K. Johnson 7                                                              | Assist     | S. Pippen 12                                                                  |
| C. Barkley 13                                                             | Rimbalzi   | S. Pippen, H. Grant 12                                                        |
| Barkley, Dumas, Johnson, Majerle, West (Ainge, Chambers, Johnson, Miller) | Formazioni | Armstrong, Cartwright, Grant, Jordan, Pippen (King, Paxson, Tucker, Williams) |

| Arbitri: | Dick Bavetta Darell Garretson Mike Mathis |

|                                                                                       |            |                                                                                   |
| M. Jordan 44                                                                          | Punti      | D. Majerle 28                                                                     |
| S. Pippen 9                                                                           | Assist     | K. Johnson 9                                                                      |
| H. Grant 17                                                                           | Rimbalzi   | C. Barkley 19                                                                     |
| Armstrong, Cartwright, Grant, Jordan, Pippen (King, Paxson, Tucker, Walker, Williams) | Formazioni | Barkley, Dumas, Johnson, Majerle, West (Ainge, Chambers, Johnson, Miller, Mustaf) |

| Arbitri: | Hugh Evans Ed T. Rush Bill Oakes |

|                                                                                               |            |                                                                           |
| M. Jordan 55                                                                                  | Punti      | C. Barkley 32                                                             |
| S. Pippen 10                                                                                  | Assist     | C. Barkley 10                                                             |
| H. Grant 16                                                                                   | Rimbalzi   | C. Barkley 12                                                             |
| Armstrong, Cartwright, Grant, Jordan, Pippen (King, McCray, Paxson, Tucker, Walker, Williams) | Formazioni | Barkley, Dumas, Johnson, Majerle, West (Ainge, Chambers, Johnson, Miller) |

| Arbitri: | Jake O'Donnell Joey Crawford Jess Kersey |

|                                                                                               |            |                                                                                   |
| M. Jordan 41                                                                                  | Punti      | K. Johnson, R. Dumas 25                                                           |
| M. Jordan 7                                                                                   | Assist     | K. Johnson 8                                                                      |
| M. Jordan, H. Grant 7                                                                         | Rimbalzi   | D. Majerle 12                                                                     |
| Armstrong, Cartwright, Grant, Jordan, Pippen (King, Paxson, Perdue, Tucker, Walker, Williams) | Formazioni | Barkley, Dumas, Johnson, Majerle, West (Ainge, Chambers, Johnson, Miller, Mustaf) |

| Arbitri: | Darell Garretson Ed T. Rush Mike Mathis |

|                                                                           |            |                                                                               |
| C. Barkley, D. Majerle 21                                                 | Punti      | M. Jordan 33                                                                  |
| K. Johnson 10                                                             | Assist     | M. Jordan 7                                                                   |
| C. Barkley 17                                                             | Rimbalzi   | S. Pippen 12                                                                  |
| Barkley, Dumas, Johnson, Majerle, West (Ainge, Chambers, Johnson, Miller) | Formazioni | Armstrong, Cartwright, Grant, Jordan, Pippen (King, Paxson, Tucker, Williams) |

| Campione NBA 1993       |
| ----------------------- |
| Chicago Bulls 3º titolo |

#### Hall of famer
| NBA Finals | Atleta          | Squadra       | Anno |            |
| ---------- | --------------- | ------------- | ---- | ---------- |
| Giocatore  | Michael Jordan  | Chicago Bulls | 2009 | Giocatore  |
| Giocatore  | Scottie Pippen  | Chicago Bulls | 2010 | Giocatore  |
| Allenatore | Phil Jackson    | Chicago Bulls | 2007 | Allenatore |
| Giocatore  | Charles Barkley | Phoenix Suns  | 2006 | Giocatore  |
| Allenatore | Paul Westphal   | Phoenix Suns  | 2019 | Giocatore  |

#### MVP delle Finali
- #23 Michael Jordan, Chicago Bulls.

## Squadra vincitrice

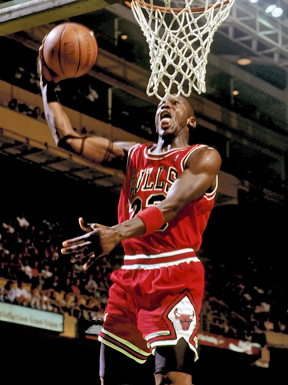
1. 23 Michael Jordan, Chicago Bulls.

| N° | Naz.                   | Ruolo | Sportivo        |  | Alt. |  |
| -- | ---------------------- | ----- | --------------- |  | ---- |  |
| 5  | Stati Uniti (bandiera) | P     | John Paxson     |  | 188  |  |
| 6  | Stati Uniti (bandiera) | P     | Trent Tucker    |  | 196  |  |
| 10 | Stati Uniti (bandiera) | P     | B.J. Armstrong  |  | 188  |  |
| 20 | Stati Uniti (bandiera) | G     | Darrell Walker  |  | 193  |  |
| 21 | Stati Uniti (bandiera) | C     | Stacey King     |  | 211  |  |
| 22 | Stati Uniti (bandiera) | AP    | Rodney McCray   |  | 201  |  |
| 23 | Stati Uniti (bandiera) | G     | Michael Jordan  |  | 198  |  |
| 24 | Stati Uniti (bandiera) | C     | Bill Cartwright |  | 216  |  |
| 32 | Stati Uniti (bandiera) | C     | Will Perdue     |  | 213  |  |
| 33 | Stati Uniti (bandiera) | AP    | Scottie Pippen  |  | 203  |  |
| 42 | Stati Uniti (bandiera) | AG    | Scott Williams  |  | 209  |  |
| 54 | Stati Uniti (bandiera) | AG    | Horace Grant    |  | 208  |  |
|    | Stati Uniti (bandiera) | All.  | Phil Jackson    |  |      |  |

## Statistiche
Aggiornate al 4 ottobre 2021.
| Categoria | Singola prestazione | Singola prestazione | Singola prestazione | Media          | Media         | Media | Media |
| Categoria | Giocatore           | Squadra             | Max                 | Giocatore      | Squadra       | Media | PG    |
| --------- | ------------------- | ------------------- | ------------------- | -------------- | ------------- | ----- | ----- |
| Punti     | Michael Jordan      | Chicago Bulls       | 55                  | Michael Jordan | Chicago Bulls | 35,1  | 19    |
| Rimbalzi  | Charles Barkley     | Phoenix Suns        | 24                  | A.C. Green     | L.A. Lakers   | 14,6  | 5     |
| Assist    | Kevin Johnson       | Phoenix Suns        | 16                  | John Stockton  | Utah Jazz     | 11,0  | 5     |